# Guido Biasi
Guido Biasi, též uváděn jako Quido Biasi (1933, Neapol – 1983, Paříž) byl italský malíř, od roku 1960 činný v Paříži. Roku 1960 bylo jeho dílo součástí výstavy Konfrontace v ateliéru Jiřího Valenty v Praze.

## Život a dílo
Guido Biasi vystudoval v Neapoli střední výtvarnou školu a Accademia di Belle Arti di Napoli. Roku 1953 se s přítelem Mario Coluccim vypravil do Milána aby navštívil Enrico Baje. Roku 1954 se stal členem Hnutí nukleární malby (Movimento di Pittura Nucleare) a roku 1957 se stal signatářem manifestů Manifesto for organic paintings a Abisola Marina Manifesto. V následujícím roce založili Guido Biasi, Luca (Luigi Castellano), Del Pezzo, Di Bello and Fergola uměleckou skupinu “Gruppo 58” a Biasi byl autorem jejího manifestu, který skupinu propojoval s milánským Movimento di Pittura Nucleare. Od roku 1959 byl ředitelem revue Documento sud a přispíval do časopisů Direzioni, Il Gesto, Linea sud, Terzo Occhio, Gala International, ad. Patřil k italským avantgardním malířům.
V letech 1960 a 1961 se zúčastnil Mezinárodní výstavy surrealismu v New Yorku “Surrealist Intrusion in the Enchanters’ Domain”, kterou připravili André Breton a Marcel Duchamp. Biasi vystavoval také v Praze na výstavě Konfrontace v ateliéru Jiřího Valenty.
Roku 1960 se natrvalo usadil v Paříži. Za pobytu v Paříži přispíval do revue “Phases”. a je uváděn mezi významnými členy hnutí. Pracoval pro "Homonymous review" a “Edda”, vydávaných v Bruselu. Po roce 1968 pobýval často a dlouhodobě v Miláně. Zemřel v Paříži roku 1983.
Roku 1965 měl nejvýznamnější autorskou výstavu v Levante Gallery v Římě. Vystavoval na prestižních výstavách včetně římského Quadrienále (1972), Biennale di Venezia (1972, 1978), Bienále v Sao Paulo (1972), Young Painting Salons, Comparisons, Salon of May, ad. a měl výstavy ve Frankfurtu, Hamburku, Kolíně nad Rýnem, Basileji, Paříži, Grenoblu, Londýně, Amsterodamu, Bruselu, Malmö, Stockholmu.